# Aleš Nešický
Aleš Nešický (* 30. října 1964) je bývalý český fotbalista, obránce.

## Fotbalová kariéra
Hrál za SK Hradec Králové, FC Union Cheb, FC Petra Drnovice a SK Dynamo České Budějovice. V československé a české lize nastoupil v 161 utkáních a dal 1 gól.

## Ligová bilance
| Ročník                                     | Zápasy | Góly | Klub                       |
| ------------------------------------------ | ------ | ---- | -------------------------- |
| 1. československá fotbalová liga 1990/1991 | 25     | 0    | SK Hradec Králové          |
| 1. československá fotbalová liga 1991/1992 | 29     | 0    | SKP Union Cheb             |
| 1. česká fotbalová liga 1993/1994          | 22     | 0    | FC Union Cheb              |
| 1. česká fotbalová liga 1994/1995          | 14     | 1    | FC Union Cheb              |
| 1. česká fotbalová liga 1994/1995          | 14     | 0    | FC Petra Drnovice          |
| 1. česká fotbalová liga 1995/1996          | 20     | 0    | FC Petra Drnovice          |
| 1. česká fotbalová liga 1996/1997          | 24     | 0    | SK Dynamo České Budějovice |
| Gambrinus liga 1997/1998                   | 13     | 0    | SK Dynamo České Budějovice |
| Česká fotbalová liga 1998/1999             | -      | 4    | AFK Chrudim                |
| CELKEM 1. liga                             | 161    | 1    |                            |